# Tekolďany
Tekolďany (em húngaro: Tököld) é um município da Eslováquia, situado no distrito de Hlohovec, na região de Trnava. Tem 2,6 km² de área e sua população em 2018 foi estimada em 132 habitantes.

## Demografia
| Ano:        | 1994 | 2004   | 2014    | 2024    |
| ----------- | ---- | ------ | ------- | ------- |
| Broj ljudi: | 175  | 165    | 140     | 118     |
| Razlika:    |      | -5,71% | -15,15% | -15,71% |

| Ano:               | 2023 | 2024   |
| ------------------ | ---- | ------ |
| Número de pessoas: | 114  | 118    |
| Diferença:         |      | +3,50% |